# Teinobasis euglena
Teinobasis euglena är en trollsländeart som beskrevs av Maurits Anne Lieftinck 1934. Teinobasis euglena ingår i släktet Teinobasis och familjen dammflicksländor. Inga underarter finns listade i Catalogue of Life.